# Могиляны (Ровненская область)
Могиляны (укр. Могиляни) — село в Острожской городской общине Ровненского района Ровненской области Украины.
До 2020 года входило в Острожский район.
Железнодорожная станция Могиляны на линии Шепетовка—Здолбунов.
Близ села протекает река Горынь (приток Припяти).
Население по данным 2025 года составляло 1370 человек. Почтовый индекс — 35832. Телефонный код — 3654. Код КОАТУУ — 5624285101.